# Trudón de Sarquinium
Trudón (en francés Trudon o Trond; Zerkingen, actual Sint-Truiden, Bélgica, ca. 630 – Sint-Truiden, 23 de noviembre de 693 o 695) fue un sacerdote cristiano, fundador de una abadía que lleva su nombre. Es venerado como santo por diversas confesiones cristianas.

## Biografía
Según una hagiografía muy tardía del 1383, habría sido hijo de una familia de la nobleza franca: algunos piensan que su madre fue la beata Adela de Pfalzel, una sobrina de Pipino el Viejo y su padre un tal Wicboldo, conde de Haspengouw, de los Kempen y del condado de Flandes.
Siguió el consejo de Remaclo, obispo de Maastricht, que lo envió a Metz para estudiar y hacerse sacerdote. Después de su consagración por el obispo Clodulfo de Metz en 655, volvió a su país. Por el 660 dio a su amigo Clodulf de Metz las tierras que heredó de su padre, para construir una iglesia dedicada a los santos Quintín y Remigio de Reims, santos con mucha devoción entre los francos. De esta manera, estas tierras que era del obispado de Lieja, pasaron a depender del obispado de Metz.
Unos años más tarde se añadió un convento del cual fue el primer abad. La Iglesia católica le confirió el título de Apóstol de Haspengouw por sus esfuerzos en la evangelización de la población del condado.

## Veneración
Trudón fue enterrado en la iglesia de su monasterio. Las reliquias fueron trasladadas más tarde a la Catedral de Lieja. Su festividad se celebra el 23 de noviembre.
En el siglo IX, la abadía adoptó la regla benedictina. La abadía y la ciudad que creció a su alrededor tomó el nombre de Sint-Truiden, variante neerlandesa de su nombre. Se encuentra también en Brujas una abadía dedicada a su persona.